# ジョアンナ・ムーア
ジョアンナ・ムーア（Joanna Moore, 1934年11月10日- 1997年11月22日)は、アメリカ合衆国の映画およびテレビ女優。1960年代の人気テレビ番組『メイベリー110番』でアンディ・グリフィス演じる主人公アンディ・テイラーの恋人ペギー・マクミラン（愛称ペグ）役として4エピソードにゲスト出演したことで最も良く知られている。1963年から1967年、ライアン・オニールと結婚しており俳優グリフィン・オニールと女優テイタム・オニールの母親である。

## 初期
1934年、ジョージア州アメリカスで原子科学者の父ヘンリー・クックと母ドロシー・イングリッシュ・クックの間に2人姉妹の長女のドロシー・クックとして生まれた。子供の頃、両親と妹は命に関わる交通事故に巻き込まれた。母と妹は即死、父は事故による怪我から1年後に亡くなった。しばらくの間祖母に育てられたが、後に地元の裕福な家庭に引き取られドロシーからジョアンナに名前を変えた。
10代の頃、ウィリス・ムーアと結婚したがすぐに離婚。離婚後ジョージア州ディケーターのアグネス・スコット大学に進学。大学在学中にミスコンで優勝しハリウッドを目指す。ユニバーサル・ピクチャーズのプロデューサーによるカクテル・パーティに出席したことから女優活動が始まった。

## 経歴
1957年、犯罪ドラマ『Appointment with a Shadow 』で映画デビュー。同年後期、映画『Slim Carter 』の他、テレビ・ドラマ『Goodyear Theatre 』、『Harbormaster 』のいくつかのエピソードに出演。1958年、オーソン・ウェルズ、チャールトン・ヘストン、ジャネット・リー、マレーネ・ディートリヒ出演のフィルム・ノワール『黒い罠』で小さな役で出演。同年『Monster on the Campus 』、『Ride a Crooked Trail 』に出演。
1950年代後期から1960年初期にかけてテレビに出続けていた。1961年3月7日、ABCの『Stagecoach West 』の『The Outcasts 』のエピソードに、ジェームズ・バーク演じる殺し屋ジーク・ボナーの元を離れ、無節操な自分を変えようと故郷に戻るルビー・サンダース役で出演。ドン・ダビンズ演じる元副保安官ケン・ロウリンズはボナーと別れたルビーを助けるために金を工面する。
その他、『Westinghouse Studio One 』、『Bachelor Father 』、『Kraft Television Theatre 』、『The Rough Riders 』、『The Millionaire 』、『アンタッチャブル』、『ヒッチコック劇場』、『サンセット77』、『Hong Kong 』、『The Brothers Brannagan 』、『Gunsmoke 』、『逃亡者』、『Police Story 』、『Route 66 』など多くのテレビ番組に出演した。また『Perry Mason 』のいくつかのエピソードにも出演。
1962年、エルヴィス・プレスリーのミュージカル映画『夢の渚』に続き、ジェーン・フォンダ、バーバラ・スタンウィック、キャプシーヌと共に『荒野を歩け』に出演しミス・プレシャス役を演じる。1960年代後期から1970年代初期まで『メイベリー110番』、『奥さまは魔女』、『Nanny and the Professor 』、『警部マクロード』、『The Waltons 』などに役付きでテレビに出演し続けた。1986年、映画『デス・ウォリアー/爆裂追撃魔』が最後の出演作となった。

## プライベート
1963年4月3日、ライアン・オニールと結婚。ニューメキシコ州の牧場で撮影されたオニールのテレビ番組『Empire 』の初期の頃にゲスト出演したことがきっかけであった。1963年11月5日、テイタム・ベアトリス・オニール、1964年10月28日、グリフィン・パトリック・オニールを出産。結婚は破綻を迎え1966年初頭に別居することとなった。
別居を前後して、アルコールやアンフェタミンのような薬物を乱用するようになった。女優活動を続けていたが、離婚が迫りうつ状態が酷くなっていった。1967年2月、離婚。

## 後年
1970年、薬物およびアルコール中毒であることを認め、治療のためカマリロ州立精神病院に入院。翌年、マリブのオニール宅に子供と共に訪れ喧嘩となった後、飲酒運転で逮捕。逮捕後テイタムとグリフィンの養育権を失う。
1975年、ゲイリー・L・リーヴスと結婚したが1976年、短期間で離婚。1970年代後期、『ペーパー・ムーン』に出演し10歳でアカデミー助演女優賞を受賞し最も稼ぐ子役の一人であった娘のテイタムから経済的援助を受ける。治療後も養育権はオニールにあり、ますます薬物やアルコールを乱用することとなった。その結果1980年代から1990年代の間に5回飲酒運転で逮捕された。

## 逝去
1996年、長年の喫煙者であったムーアは肺癌と診断される。1997年11月22日、病死。娘のテイタムはその時枕元にいた。カリフォルニア州レッドランズのヒルサイド記念公園に埋葬されたが、後に家族により故郷のジョージア州アメリカスのオーク・クローヴ墓地に移動された。

## 主な出演作品
| 年         | 題                                            | 役                         | 特記事項                                       |
| ---------- | --------------------------------------------- | -------------------------- | ---------------------------------------------- |
| 1956       | Lux Video Theatre                             | Stephanie                  | エピソード: "Jezebel"                          |
| 1957       | Goodyear Theater                              | Alice Bowles               | エピソード: "Lost and Found"                   |
| 1957       | Wagon Train                                   | Mary Clairborne            | エピソード: "The Jean LeBec Story"             |
| 1958       | Bachelor Father                               | Diana Webster              | エピソード: "Parent's Night"                   |
| 1958       | Perry Mason                                   | Patricia Taylor            | エピソード: "The Case of the Terrified Typist" |
| 1959       | Maverick                                      | Linda                      | エピソード: "The Lass with the Poisonous Air"  |
| 1959       | ライフルマン The Rifleman                     | Eleanor Claremont          | エピソード: "Obituary"                         |
| 1960       | Tales of Wells Fargo                          | Arlene Howell              | エピソード: "The Easterner"                    |
| 1960       | Adventures in Paradise                        | Ricky                      | エピソード: "The Siege of Troy"                |
| 1961       | Follow the Sun                                | Constance                  | エピソード: "The Far Side of Nowhere"          |
| 1962       | Ripcord                                       | Jill Kelly                 | エピソード: "Chute to Kill"                    |
| 1962       | 夢の渚 Follow That Dream                      | Alicia Claypole            |                                                |
| 1962       | Route 66                                      | Lola                       | エピソード: "There I Am, There I Always Am"    |
| 1962～1963 | メイベリー110番 The Andy Griffith Show        | Peggy McMillan             | 4 エピソード                                   |
| 1963       | フラバァ・デラックス Son of Flubber           | Desiree de la Roche        |                                                |
| 1963       | The Dakotas                                   | Doll Harvey                | エピソード: "Justice at Eagle's Nest"          |
| 1964       | The Lieutenant                                | Julie Havener              | エピソード: "Interlude"                        |
| 1964       | Bob Hope Presents the Chrysler Theatre        | Mabel                      | エピソード: "The Square Peg"                   |
| 1965       | 0011ナポレオン・ソロ The Man from U.N.C.L.E.  | Fran Parsons               | エピソード: "The Deadly Decoy Affair"          |
| 1965       | 0088/ワイルド・ウエスト The Wild Wild West    | Linda Medford              | エピソード: "The Night of the Fatal Trap"      |
| 1966       | ネバダ・スミス Nevada Smith                   | アンジー                   | クレジット無し                                 |
| 1966       | Run for Your Life                             | Kay Mills                  | エピソード: "The Man Who Had No Enemies"       |
| 1967       | 奥さまは魔女 Bewitched                        | Daphne Harper              | エピソード: "Charlie Harper, Winner"           |
| 1967       | T.H.E. Cat                                    | Valerie Evans              | エピソード: "Design for Death"                 |
| 1968       | 宇宙大征服 Countdown                          | Mickey Stegler             |                                                |
| 1968       | 怪盗大旋風 Never a Dull Moment                | Melanie Smooth             |                                                |
| 1969       | Judd, for the Defense                         | Barbara Townsend           | エピソード: "Visitation"                       |
| 1969       | The High Chaparral                            | Charlene "Charly" Converse | エピソード: "Lady Fair"                        |
| 1970       | ネーム・オブ・ザ・ゲーム The Name of the Game | Emily                      | エピソード: "A Love to Remember"               |
| 1970       | The Most Deadly Game                          | Paula Winton               | エピソード: "Nightbirds"                       |
| 1972       | J.C.                                          | Miriam Wages               | 副題: Iron Horsemen                            |
| 1974       | Police Story                                  | Lisa Roberts               | エピソード: "Explosion"                        |
| 1975       | 燃えよ! カンフー Kung Fu                      | Lula Morgan                | エピソード: "The Brothers Caine"               |
| 1975       | ヒンデンブルグ The Hindenburg                 | Mrs. Channing              |                                                |
| 1976       | Petrocelli                                    | Kay Willis                 | エピソード: "Death Ride"                       |
| 1980       | Scout's Honor                                 | Ms. Odom                   | テレビ映画                                     |
| 1986       | デス・ウォリアー/爆裂追撃魔 Run Chrissie Run! | Cricket coach              | 副題: Moving Targets                           |